# Louis Moreau-Lislet
Pour les articles homonymes, voir Moreau et Lislet (homonymie).
Cet article possède un paronyme, voir Louis Moreau.
Louis Moreau-Lislet (1766-1832), juriste et l'un des réfugiés français de Saint-Domingue en Amérique, est considéré comme le père du code civil de Louisiane.
Avocat en Parlement après ses études à Paris, il fut avocat et juge au Conseil du Cap à Saint-Domingue avant de se réfugier à La Nouvelle-Orléans après la révolution haïtienne de 1791, une expérience qui le marqua car il mentionna « les malheurs et les massacres de St. Domingue » dans le procès de Jean Arbeau en 1809, et fit référence à la colonie dans son testament du 22 mai 1829.
Afin de remédier à ca confusion et au chaos juridiques, le Conseil législatif du Territoire d'Orléans nomma Louis Moreau-Lislet et James Brown avec pour tâche de compiler et préparer un code destiné à s'appliquer au Territoire d'Orléans. Ce recueil de textes compilés fut présenté et adopté au parlement en 1808. Parmi les textes français et espagnols compilés dans ce recueil figurait le Code noir français.
En 1822, il fut demandé une actualisation et un toilettage de ce texte à trois juristes, Louis Moreau-Lislet, Pierre Augustin Bourguignon d'Herbigny et Edward Livingston. La nouvelle version adoptée en avril 1824 entra en vigueur le 1er janvier 1825.